# Guy Ullens
Pour les articles homonymes, voir Ullens.
Pour les autres membres de la famille, voir Famille Ullens de Schooten.
Le baron Guy Ullens de Schooten Whettnall, né le 31 janvier 1935 à San Francisco (États-Unis) et mort le 19 avril 2025, à Ohain (Belgique), est un homme d'affaires belge, mécène, philanthrope et collectionneur d'art contemporain.

## Biographie

### Famille
Guy Ullens est le fils du baron Jean Ullens de Schooten Whettnall, diplomate, et de Marie-Thérèse Wittouck. Il est également le neveu de l'ambassadeur Édouard Ullens de Schooten Whettnall. Son frère, le comte Charles-Albert Ullens de Schooten Whettnall (1927-2006), a épousé la comtesse Madeleine Bernadotte, fille du prince Carl Bernadotte et de Elsa von Rosen. Le baron Guy Ullens est descendant par sa mère des Lignages de Bruxelles, les Wittouck, descendants du jurisconsulte Guillaume Wittouck et de l'industriel distillateur puis sucrier Félix-Guillaume Wittouck.
En 1955, il épouse Micheline Franckx et ils ont quatre enfants. En 1999, Guy Ullens se marie avec Myriam Lechien (en), une femme entrepreneur belge. Ensemble, ils s'investissent dans la réalisation de projets philanthropiques en particulier dans le monde de l'art (UCCA) et de l'éducation (Ullens School).

### Carrière
Il étudie le droit à l'université catholique de Louvain, et obtient ensuite son MBA à l'université Stanford en 1960.
Avant de reprendre en 1973 la direction du groupe familial, la Raffinerie tirlemontoise, qu'il développe entre autres par des expansions géographiques (Asie, ...), il crée Eurocan Belgium qui devient pendant quelques années l’un des premiers fabricants d’emballages métalliques en Europe.
En 1989, la Raffinerie tirlemontoise est vendue à la société allemande, Südzucker. Le fruit de la vente est réinvesti dans l'agroalimentaire via la holding Artal Luxembourg dont Guy Ullens devient le président la même année. Artal prend le contrôle de Weight Watchers International ,, société vouée au développement d’un programme alimentaire destiné à favoriser la perte de poids.
En 2011, sa fortune est estimée à plus de 3 milliards d'euros.

### Projets philanthropiques et de mécénat
En 2000, Guy Ullens se retire du monde des affaires pour se consacrer à des projets philanthropiques et de mécénat. Il crée ainsi en 2002, avec sa seconde épouse, la fondation Guy et Myriam Ullens (cette fondation sponsorise et organise des expositions d'arts chinois, prête des œuvres aux musées et centres dans le monde entier). 
En parallèle, Guy et Myriam Ullens décident de venir en aide aux enfants du Népal. Myriam Ullens atteinte d’un cancer en 2003 laisse Guy Ullens prendre le relais et poursuivre le développement du projet népalais (création d'orphelinats et de deux centres de soins intensifs pour les enfants malnutris). Il s’associe ensuite avec le Bank Street College of Education pour former des instituteurs népalais. La Ullens School Kathmandu est la seule école à être homologuée IB “Baccalauréat International”.

### Collection privée d'Art Chinois
Dès 1980, Guy Ullens de Schooten lance une collection d’art chinois qui rassemble aujourd’hui près de 1 500 œuvres, soit l’une des plus importantes au monde.
La collection Ullens est gérée par la Fondation Guy et Myriam Ullens.
En 2007, Guy Ullens créé le Ullens Center for Contemporary Art (UCCA) dans le quartier de Dashanzi à Pékin. L'UCCA est la première institution culturelle privée en Chine qui se consacre à la création contemporaine et propose des expositions temporaires,.

### Collection privée d'Art Digital «Computing Art»
Guy et Myriam Ullens développent une collection d’art numérique qui s’impose comme une référence dans le domaine, avec déjà une centaine d’œuvres majeures, allant des pionniers des années 1960 aux créations les plus récentes. Cette collection compte avec des œuvres iconiques des fondateurs du Computer Art tels Frieder Nake, Vera Molnár, Manfred Mohr, Harold Cohen, des pièces majeures des figures les plus célébrés de la scène numérique et robotique d’aujourd’hui tels Ryoji Ikeda, John Gerrard, Leo Villareal, Miguel Chevalier, Leonel Moura, et des créations nouvelles d’artistes émergents venus d’horizons divers – une vingtaine de nationalités parmi les artistes de la collection digitale.
Cette collection fait l’objet d’une exposition monumentale à UCCA Beijing, et ce jusqu'au 17 janvier 2021. 

### Distinctions
Déjà écuyer, Guy Ullens a obtenu une concession du titre de baron transmissible par ordre de primogéniture masculine, accordée par le roi Baudouin en 1969. Il a bénéficié d'une extension de son titre de baron à tous ses descendants, octroyée par le roi Albert II en 2013. 
Guy Ullens a été nommé le 4 juin 2003, officier de la Légion d'honneur puis le 1er février 2010, commandeur de la Légion d'honneur et le 5 octobre 2011, commandeur de l'ordre de Léopold II.

## Drame
Dans la matinée du 29 mars 2023, Nicolas Ullens de Schooten Whettnall (°1965), fils cadet de Guy, abat de 6 balles sa belle-mère Myriam, baronne Ullens de Schooten, en face de sa maison à Lasne.